# Mancha negra
Pour les articles homonymes, voir La tache noire.
La tache noire, en espagnol La Mancha Negra est une mystérieuse substance noire qui émane des rues de Caracas, au Venezuela, et qui est apparue pour la première fois en 1986. Depuis son apparition, elle a provoqué de nombreux accidents de voiture et fait des milliers de morts. Déterminer la cause de la substance s'est avéré difficile, et il n'existe toujours pas d'explication définitive.

## Histoire
La Tache Noire est apparue à l’origine comme une traînée de 45 mètres de long découverte par des ouvriers qui pavaient une autoroute vieille de 30 ans entre Caracas et ses aéroports,.
Au départ, la situation n’a guère suscité d’inquiétude, mais la tache s’est rapidement étendue pour couvrir treize kilomètres de l’autoroute. La matière inconnue s'est développée lorsque le climat était chaud et humide, mais a rétréci lorsqu'il était froid et sec,. Avec sa texture caoutchouteuse, la tache rendait la route extrêmement dangereuse, provoquant des accidents et des sorties de route. Par endroit, la couche atteignait 2,5 cm. En 1991, le président Carlos Andrés Pérez a consulté un groupe d'experts sur le problème, mais ils n'ont pas pu déterminer la nature de la substance. 1 800 décès ont été attribués à La Mancha Negra entre 1987 et 1992.
Le gouvernement vénézuélien est intervenu, affirmant avoir consacré des « millions de dollars » à l'enquête sur le problème, notamment en consultant des experts aux États-Unis, au Canada et en Europe. En 1994, le ministre des Transports et des Communications Fernando Martínez Mottola a tenté de nettoyer La Mancha Negra, pensant qu'il s'agissait d'une pâte d'huile et de poussière, et a même suspendu les travaux lorsqu'il pleuvait, pensant que cela éliminerait la substance. Finalement, le gouvernement a déversé des tonnes de calcaire sur la tache pour la « sécher ». Cela a semblé fonctionner pendant un certain temps, mais cela a créé un autre problème : les routes sont devenues si poussiéreuses que les automobilistes et les habitants se sont plaints que l'air était irrespirable.
En janvier 1996, le manque d'entretien, le manque de précipitations et la mauvaise qualité des véhicules à Caracas ont de nouveau souillé les rues de cette substance. On pensait que La Mancha Negra avait été éliminée par une équipe spéciale de nettoyage venue d'Allemagne, mais elle est réapparue en 2001 sur les avenues Baralt (Caracas), Nueva Granada (Caracas), Fuerzas Armadas, Sucre (Libertador) et Urdaneta (Caracas).

## Analyse

### Composition
La Mancha Negra a été décrite comme une substance épaisse, grasse et noire, ayant la consistance d'un chewing-gum mâché, bien que les Vénézuéliens aient décrit les routes comme étant « couvertes de glace »,. Une équipe du ministère des Transports et des Communications a conclu que La Mancha Negra était composée de poussière, de pétrole et de divers matériaux organiques et synthétiques.

### Causes
Plusieurs théories ont été avancées pour expliquer le phénomène, mais aucune n'a permis d'en établir la nature exacte. Selon une théorie, la tache noire serait due à une infiltration d'huile dans un asphalte de mauvaise qualité. Cependant, le ministre des Transports et des Communications a déclaré que la composition de l'asphalte n'était pas liée à la formation de la substance. D'autres pensent qu'il s'agit du résultat d'innombrables vieilles voitures qui fuient et qui déversent leurs fluides dans les rues. Le professeur Giuseppe Giannetto, commissaire du ministère des Transports et des Communications, pense que La Mancha Negra est une accumulation de poussière et d'huile de voiture sur les routes, formant une pâte.
Enfin, certains pensent que les eaux usées des quartiers voisins se sont écoulées sous l'asphalte, provoquant une réaction chimique qui a fissuré les routes. L'ingénieur et ministre Fernando Martínez Mottola a déclaré en 1991 non seulement qu'il mettrait fin à La Mancha Negra, mais a également accusé les habitants des environs de l'autoroute Caracas-La Guaira de « contribuer au problème en créant des barrages routiers ».